# لورينزو ديل بينتو
لورينزو ديل بينتو (بالإيطالية: Lorenzo Del Pinto)‏ (17 يونيو 1990 بإيطاليا - ) هو لاعب كرة قدم إيطالي في مركز الدفاع.

## وصلات خارجية
- لورينزو ديل بينتو على موقع قاعدة بيانات كرة القدم.إي يو (الإنجليزية)
- لورينزو ديل بينتو على موقع بيانات كرة القدم. دي إي (الألمانية)
- لورينزو ديل بينتو على موقع ليكيب (الفرنسية)
- لورينزو ديل بينتو على موقع Soccerbase.com (لاعب) (الإنجليزية)
- لورينزو ديل بينتو على موقع Soccerway.com (الإنجليزية)
- لورينزو ديل بينتو على موقع عالم كرة القدم.نت (الإنجليزية)